# Humanistické centrum Dialog
Humanistické centrum Dialog je občanské sdružení, které vzniklo v roce 1998 z iniciativy členů mezinárodního Humanistického hnutí. Cílem činnosti je podpora a šíření humanistických myšlenek, ochrana lidských práv a rozvoj občanské společnosti různými formami kulturních a společenských činností.

## Kampaň lidské podpory
Kampaň lidské podpory je mezinárodní projekt Humanistického hnutí, na jehož realizaci se Humanistické centrum Dialog podílí. Následující projekty probíhají v Beninu, Guineji, nebo Keni:
- Adopce afrických dětí – projekt zaměřený na zajištění školní docházky nejchudších dětí. Každý "adoptivní rodič" se stává členem Humanistického hnutí. Část příspěvku na adopci je použita i na rozvoj dalších projektů hnutí.
- Kurzy bezplatné alfabetizace – podpora vzniku a provozu humanistických škol pro děti i dospělé.
- Spolupráce se školami – nabídka spolupráce existujícím školám, předpokládající začlenění humanistických principů do práce školy
- Kurzy řemesel – projekt, zaměřený na podporu praktického řemeslného vzdělávání. Podporuje např. kurzy výroby mýdla, krejčovské dílny a další projekty
- Centra Naděje pro děti ulice – fungují jako záchranná sociální síť pro nejchudší děti. Zaměřuje se mj. na prevenci drogové závislosti.
- Centra základní lékařské péče – zajištění základní lékařské péče v každé čtvrti a vesnici díky vyškolení a materiální podpoře místních lékařů
- Úklid čtvrti a odvoz odpadků – zajištění ochranných pracovních pomůcek pro humanisty, kteří organizují odvoz odpadků
- Projekty v zemědělství – např. podpora chovu dobytku a zavlažování
- Výstavby humanistických center – komplexní projekt, zaměřený na výstavbu center, umožňujících školní docházku, kurzy řemesel, zajištění základní lékařské péče a setkávání komunity

V České republice organizuje kulturní a charitativní akce, jejichž výtěžek je použit na africké projekty.[zdroj⁠?!]